# Gare de Guîtres
La gare de Guîtres est une gare ferroviaire française de la ligne de Cavignac à Coutras, située sur le territoire de la commune de Guîtres dans le département de la Gironde en région Nouvelle-Aquitaine.

## Situation ferroviaire
Établie à environ 12 mètres d'altitude, la gare de Guîtres est située au point kilométrique (PK) 19,0xx de la ligne de Cavignac à Coutras (déclassée), entre les gares de Lapouyade (fermée) et de Coutras,. 
Depuis 1977, la gare est située sur une ligne, hors du réseau ferré national, propriété du département. Elle est le terminus technique des circulations du Train touristique de Guîtres à Marcenais qui y a remis en service deux voies le parcours comporte une halte au « Moulin de Charlot » et un terminus pour le retournement des trains à la gare de Marcenais.

## Histoire

### Gare du réseau national
La gare de Guîtres est mise en service le 19 octobre 1874 par la Compagnie des chemins de fer des Charentes, lorsqu'elle ouvre à l'exploitation la section de Saint-Mariens à Coutras de sa ligne de Saintes à Coutras.
En 1878, elle devient une gare du réseau de l'Administration des chemins de fer de l'État (État), qui a repris le réseau de la Compagnie des Charentes en faillite.

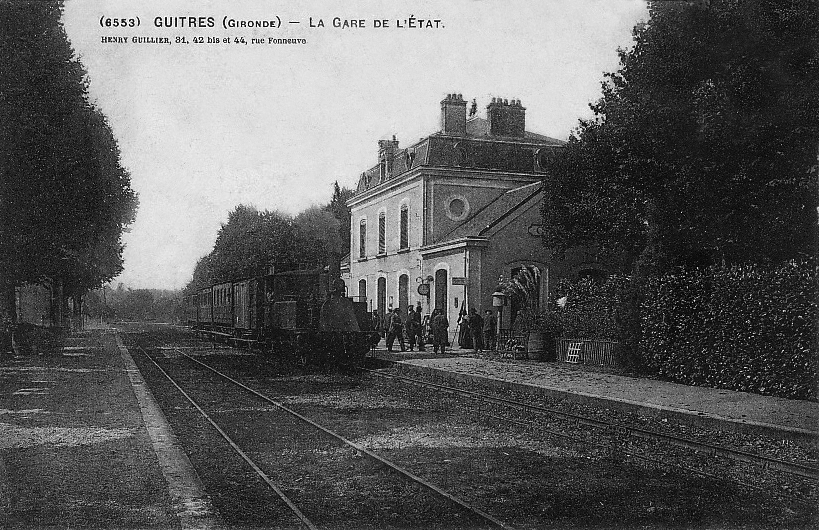
La gare vers 1900.

La ligne, et la gare, sont officiellement fermées au service des voyageurs le 5 décembre 1938.
En 1965, la ligne est définitivement fermée à tout trafic, avant d'être définitivement déclassée en 1973.

### Gare du train touristique
En 1972, l'Association des Amis du chemin de fer de la Vallée de l'Isle est créée, dans le but de sauvegarder et de gérer le patrimoine ferroviaire local.
La ligne qui a conservé sa voie est rachetée à la SNCF en 1977 par le Conseil général de la Gironde.

## Patrimoine ferroviaire
L'ancien bâtiment voyageurs est utilisé également comme musée par le train touristique.